# Визаров, Михаил Семёнович
Михаил Семёнович Визаров (Майкл Висарофф; 1892—1951) — американский актер русского происхождения.

## Биография
Родился 18 декабря 1892 года в Москве. Окончил школу драматического искусства, в 1919—1920 играл в Государственном Показательном театре (под руководством В. Г. Сахновского) в спектакле «Памела-служанка», затем в Московском Камерном театре.
В 1922 году для организации гастролей Камерного театра приехал в США. После того, как этот проект не осуществился, он остался в Америке. Начал сниматься в кино (сначала — в немом).
В период с 1925 по 1951 годы сыграл 113 ролей в фильмах. На первой церемонии вручения наград «Оскар» были отмечены два фильма с участием Визарова — «Два аравийских рыцаря» Льюиса Майлстоуна и «Последний приказ» Джозефа фон Штернберга.
Умер 27 февраля 1951 года в Лос-Анджелесе от пневмонии. Похоронен на Голливудском кладбище. Там же похоронена его жена — Нина Визарова (1885—1938).

## Избранная фильмография
| Год  |   | Русское название          | Оригинальное название           | Роль                          |
| ---- | - | ------------------------- | ------------------------------- | ----------------------------- |
| 1927 | ф | Два аравийских рыцаря     | Two Arabian Knights             | шкипер                        |
| 1928 | ф | Последний приказ          | The Last Command                | Серж                          |
| 1928 | ф | Буря                      | Tempest                         | охранник                      |
| 1928 | ф | Четыре дьявола            | 4 Devils                        | директор цирка                |
| 1929 | ф | Дизраэли                  | Disraeli                        | граф Борсинов                 |
| 1930 | ф | Марокко                   | Morocco                         | полковник Александр Барратьер |
| 1931 | ф | Дракула                   | Dracula                         | хозяин гостиницы              |
| 1931 | ф | Мата Хари                 | Mata Hari                       | Жак                           |
| 1932 | ф | Убийство на улице Морг    | Murders in the Rue Morgue       | зазывала                      |
| 1932 | ф | Уродцы                    | Freaks                          | Жан                           |
| 1934 | ф | Вива, Вилья!              | Viva Villa!                     | русский репортёр              |
| 1934 | ф | Мы снова живы             | We Live Again                   | судья                         |
| 1935 | ф | Роберта                   | Roberta                         | официант                      |
| 1935 | ф | Знак вампира              | Mark of the Vampire             | хозяин гостиницы              |
| 1936 | ф | Атака лёгкой кавалерии    | The Charge of the Light Brigade | русский генерал               |
| 1937 | ф | Вальс шампанского         | Champagne Waltz                 | Иванович                      |
| 1937 | ф | Ангел                     | Angel                           | Григорий                      |
| 1938 | ф | Восьмая жена Синей Бороды | Bluebeard’s Eighth Wife         | вице-президент                |
| 1939 | ф | Полночь                   | Midnight                        | лакей                         |
| 1939 | ф | Хуарес                    | Juarez                          | н/д                           |
| 1940 | ф | Сын Монте-Кристо          | The Son of Monte Cristo         | князь Павлов                  |
| 1942 | ф | Женщина года              | Woman of the Year               | русский гость                 |
| 1942 | ф | Агент-невидимка           | Invisible Agent                 | Веричен                       |
| 1943 | ф | Миссия в Москву           | Mission to Moscow               | Барков                        |
| 1943 | ф | По ком звонит колокол     | For Whom the Bell Tolls         | штабной офицер                |
| 1943 | ф | Мадам Кюри                | Madame Curie                    | гордый папа                   |
| 1944 | ф | Песнь о России            | Song of Russia                  | Иосиф Сталин                  |
| 1944 | ф | Маска Димитриоса          | The Mask of Dimitrios           | болгарский полицейский        |
| 1944 | ф | Рискованный эксперимент   | Experiment Perilous             | балетмейстер                  |
| 1945 | ф | Королевский скандал       | A Royal Scandal                 | русский генерал               |
| 1947 | ф | Отчаянный                 | Desperate                       | сельский житель               |
| 1952 | ф | Макао                     | Macao                           | русский швейцар               |